# Goldman Sachs Tower
Goldman Sachs Tower è l'edificio in cui ha la propria sede legale la società statunitense Goldman Sachs, sito a Jersey City. È il grattacielo più alto degli Stati Uniti collocato al di fuori dell'area metropolitana di una città statunitense.

## Storia
Progettato da César Pelli, l'edificio è stato completato nel 2004. È il grattacielo più alto del New Jersey e rientra tra i cinquanta grattacieli più alti degli Stati Uniti.

## Galleria d'immagini

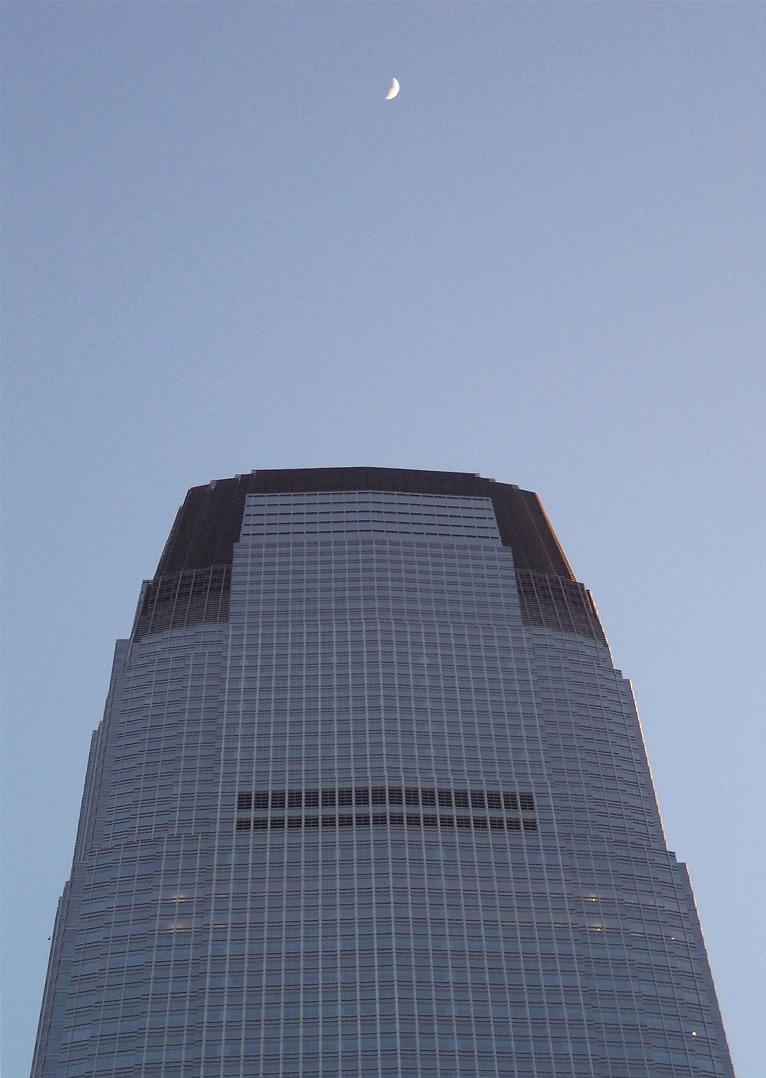
Goldman Sachs Tower dal basso.
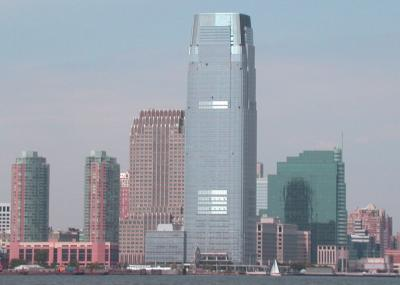
Veduta della Goldman Sachs Tower dal fiume Hudson.
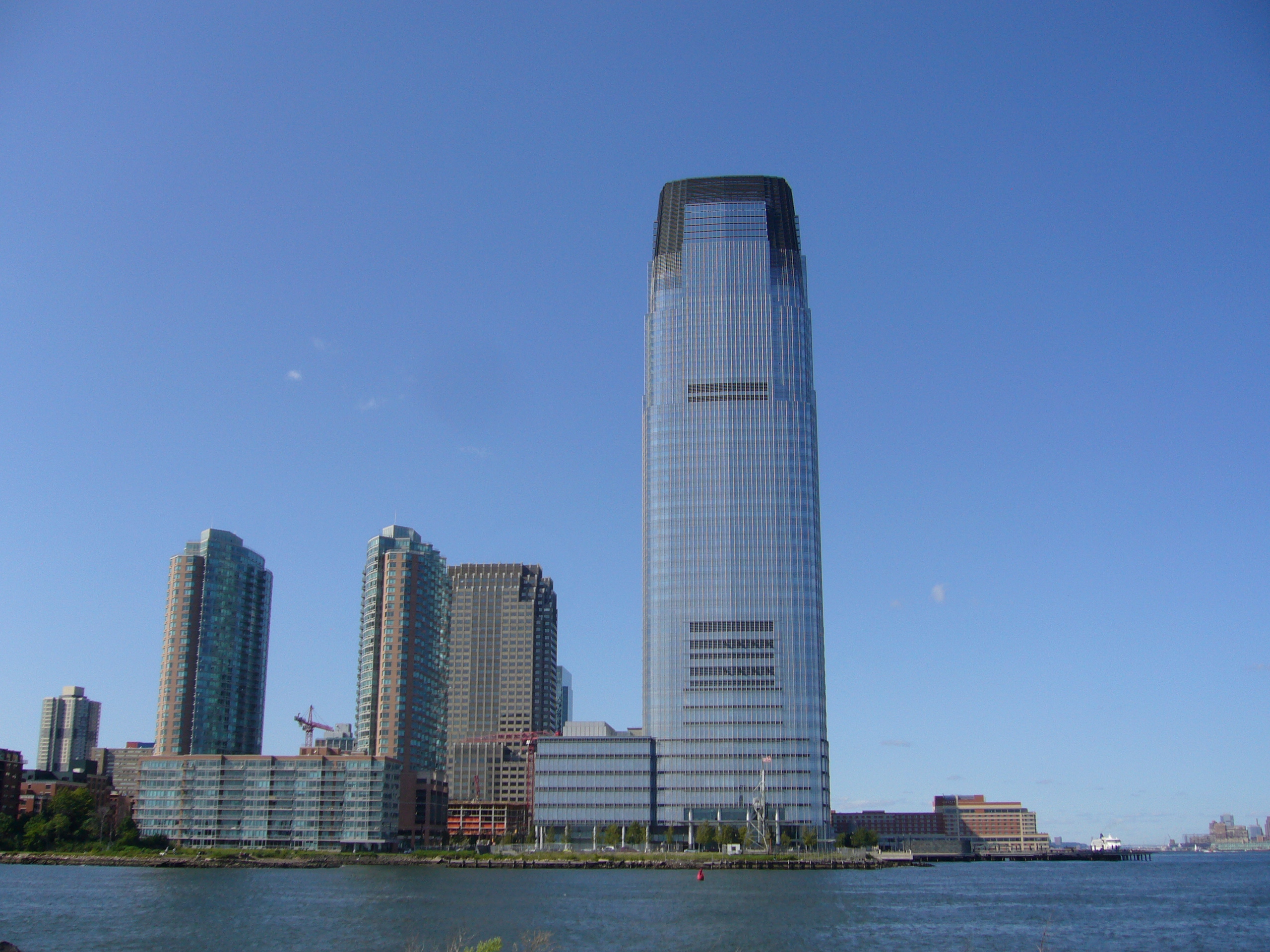
Vista dal Liberty State Park
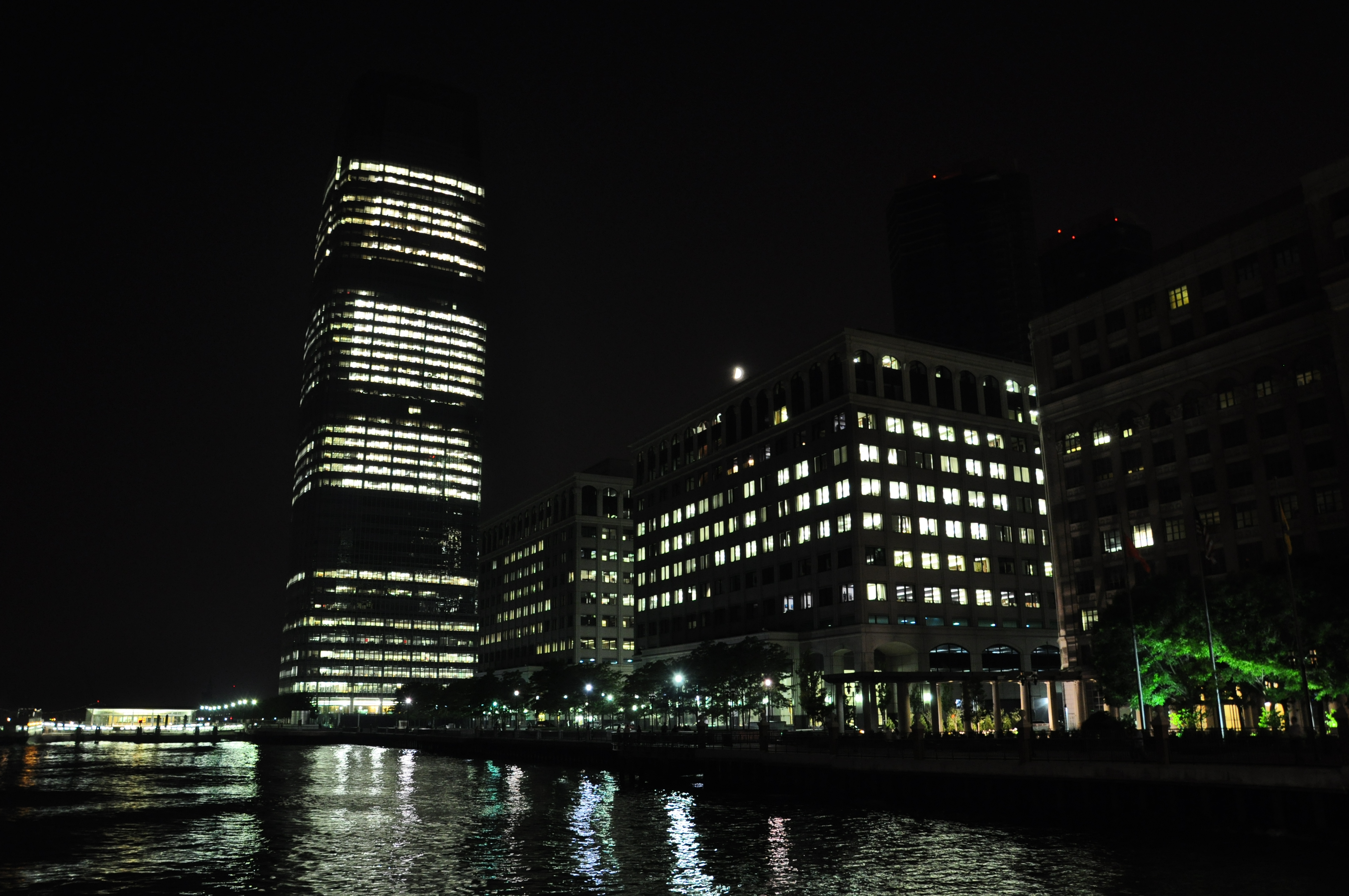
Goldman Sachs Tower di notte vista dall'Hudson River Waterfront Walkway.